# 神埼市巡回バス

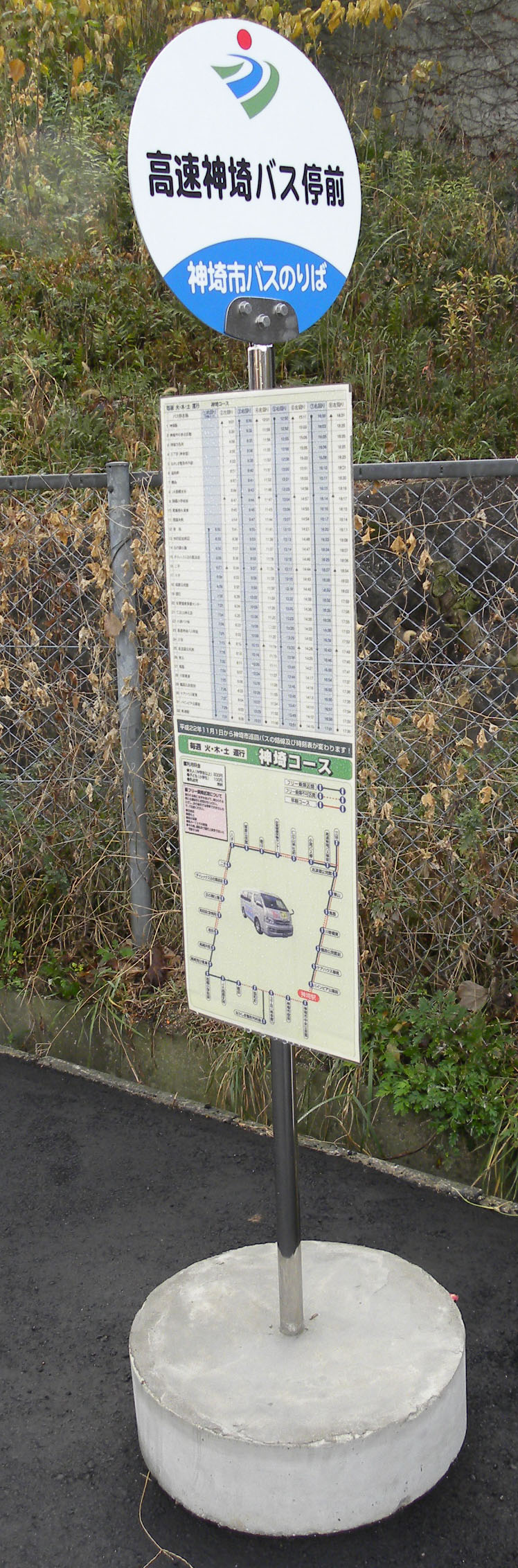
神埼市コミュニティバスのバス停

神埼市巡回バス（かんざきしじゅんかいバス）は、佐賀県神埼市が運行しているコミュニティバスである。
神埼市の神埼駅と旧神埼町域各地を結ぶ路線と、旧千代田町域を結ぶ路線がある。実際の運行業務はジョイックス交通に委託しており、ジャンボタクシー用車両（乗車定員11人未満）を使用し、乗合タクシーとして運行する。

## 沿革
神埼市では市域中央部の旧神埼町域を国道34号が、市域南部の旧千代田域を国道264号がそれぞれ東西に通っており、双方に西鉄バスが運行されているが、旧神埼町域と旧千代田町域を結ぶ交通機関がなく、また、市域南端部を通っていた佐賀市営バス迎島線が2008年6月30日限りで廃止されていた。交通空白地域の解消と、地域間の交流促進のため、2009年1月9日に神埼市地域公共交通活性化協議会を設置、同年2月20日に地域公共交通総合連携計画を策定し、同年7月17日より3年以内の期間の実証運行として運行を開始し、2012年4月1日から本格運行を開始している。

### 年表
- 2009年7月17日 - 神埼コース、縦断コース、千代田コースの3コースにて実証運行開始[1]。神埼タクシーとジョイックス交通への委託運行。
- 2010年4月1日 - 時刻改正。乗り継ぎを無料化。
- 2010年11月1日 - 路線及び時刻改正[2]。
  - 神埼コースと千代田コースの2コースに再編。神埼コースを火・木・土曜日、千代田コースを月・水・金曜日に運行。
  - 一部の区間でフリー乗降制を導入。
- 2011年7月頃？ - 回数券（100円券22枚つづり、2,000円）を発売開始[3]。
- 2012年4月1日 - 本格運行に移行[4]。
- 2012年10月1日 - 路線及び時刻改正[5]。
  - 神埼南コース・神埼北コース・千代田東コース・千代田西コースの4コースに再編。
  - 隔日運行から日祝日以外の毎日運行に変更。
  - 神埼駅での乗り継ぎ時に乗り継ぎ券の発行を開始。
  - 回数券の車内発売を開始。
  - 運行会社としてこれまでの神埼タクシーのほかにジョイックス交通が新規参入。
- 2014年10月1日 - 路線及び時刻改正[6]。
  - 神埼北コースを神埼市役所方面に延長。
- 2015年10月1日 - 路線及び時刻改正[7]。
  - 神埼南コースと神埼北コース、千代田東コースと千代田西コースをそれぞれ再統合し、神埼コースと千代田コースに再編。
- 2016年 - 神埼タクシーが撤退し全路線がジョイックス交通による運行となる[8]。
- 2021年10月1日 - 登録制予約型乗合タクシー「NORARU（のらる）」の運行開始に伴うダイヤ改正[9][10]。
  - 北部コース東・西、中部コース東・西、南部コース東・西、神埼～千代田線の4路線に再編。
  - 神埼～千代田線を除き、週2日のみの運行、運行日の運行本数4本/日に変更。

## 路線
旧神埼町域の長崎本線の北側を運行する「北部コース」、旧神埼町・千代田町域の長崎本線と国道264号の間を運行する「中部コース」、旧千代田町域の国道264号の南側を運行する「南部コース」、旧神埼町域と旧千代田町域の中心部を結ぶ「神埼～千代田線」がある。北部コースと中部コースは神埼駅を起終点として循環運行する。南部コースと神埼～千代田線は往復運行する。
一部区間や危険な箇所などを除き、運行経路上であれば停留所でない場所でも乗降可能である。
神埼～千代田線は日曜・祝日・年始（1月1日から1月3日）は全路線運休する。それ以外の路線は週2日のみの運行で、北部コースは水・土曜日、中部コースは火・金曜日、南部コースは月・木曜日の運行である。ただし祝日・年始は運休する。
北部コース西
右回り：神埼駅 → 利田公民館前 → 伏部 → 尾崎西分倉庫 → 尾崎共乾 → 岩田 → 和田記念病院 → 日の隈公園 → ダイレックス日の隈店前 → 城原公民館 → 朝日 → 梅の花神埼村 → 仁比山温泉もみじの湯 → 小渕バス停 → 高速神埼バス停前 → 飯町バス停 → 右原団地 → 川寄橋東 → 八子（二子） → 平山・唐香原公民館 → 野寄 → 利田公民館前 → 神埼市中央公民館 → 神埼市役所 → 神埼駅
左回り：右回りと逆順
北部コース東
右回り：神埼駅 → JA神埼支所 → 吉野ヶ里歴史公園西口 → 馬郡 → 王仁博士顕彰公園 → 東山 → 志波屋公民館 → 三谷 → 高速神埼バス停前 → 小渕バス停 → 梅の花神埼村 → 仁比山温泉もみじの湯 → 飯町バス停 → 右原団地 → 川寄橋東 → 鶴西公民館前 → 犬の目（旧あらた家具前） → 神埼市役所 → 神埼市中央公民館 → 神埼クリニック → 神埼病院前 → 神埼駅通り → 神埼駅
左回り：右回りと逆順
中部コース西
左回り：神埼駅 → 神埼駅通り → 神埼病院前 → 赤レンガ館・饂飩屋 → 三丁目（神幸館） → 神埼宿場茶屋 → 莞牟田公民館 → 莞牟田 → 横武 → 下六丁公民館 → 姉川東分公民館 → 姉川下分公民館 → 姉川上分公民館 → 姉川西分公民館 → 上犬童 → 下犬童 → 上西 → ショッピングセンターアニー → 姉団地 → 南医院 → 千代田グラウンド前 → 橋本病院 → 協和町 → 神埼郵便局 → 赤レンガ館・饂飩屋 → 神埼クリニック → 神埼市役所 → 神埼市中央公民館 → 神埼駅
右回り：左回りと逆順
中部コース東
左回り：神埼駅 → 神埼駅通り → 駅ヶ里 → ひのはしら一里塚 → 出来町 → 一丁目公民館 → なかしま整形外科前 → JAスタンド前 → ショッピングセンターサピエ → 神納 → 曽根ヶ里公民館 → 蔵戸構造改善センター → トライアル千代田店 → 又南里 → 詫田バス停 → 高志 → 大門公民館 → 永歌公民館 → 神陽団地公民館 → 小津ヶ里 → 四丁目公民館 → 三丁目（神幸館） → 赤レンガ館・饂飩屋 → 神埼クリニック → 神埼市役所 → 神埼市中央公民館 → 神埼駅
右回り：左回りと逆順
南部コース西
ジョイックス営業所 - 迎島（旧駐在所前） - 大島 - 柳島 - 龍尾 - トライアル千代田店 - 又南里 - 詫田バス停 - 渡瀬（古賀橋） - 次郎の森公園 - 千歳郵便局前 - 片江コーポ前 - 柴尾 - 中下医院前 - 古賀内科前 - 境原 - ショッピングセンターアニー - 姉団地 - 南医院 - 姉集落センター - 下黒井 - 上黒井 - 十条 - 千代田支所
南部コース東
ジョイックス営業所 - 出来島 - 中津 - 林慶（日高商店前） - 千歳郵便局前 - 冠者神社前 - 下村湖人生家前 - 崎村下 - 黒津会館前 - 小鹿 - 用作 - 片江コーポ前 - 小森田 - 柴尾 - 中下医院前 - 古賀内科前 - 東野ヶ里団地前 - 仲田町バス停 - 仲田町団地公民館 - 上西 - ショッピングセンターアニー - こすもす苑 - 丁太田 - はんぎーホール - 千代田支所
神埼～千代田線
神埼駅 - 神埼市中央公民館 - 神埼市役所 - 神埼クリニック - 赤レンガ館・饂飩屋 - 三丁目（神幸館） - 神埼郵便局 - なかしま整形外科前 - JAスタンド前 - ショッピングセンターサピエ - 小桜保育園前 - 荒堅目（高木商店前） - 詫田バス停 - 渡瀬（古賀橋） - 丁太田 - ショッピングセンターアニー - 姉団地 - 南医院 - 千代田支所

### 過去の路線

#### 2015年10月1日 - 2021年9月30日
神埼コース
右回り：神埼駅 → 神埼市中央公民館 → 神埼市役所 → 三丁目（神幸館） → なかしま整形外科前 → JAスタンド前 → ショッピングセンターサピエ → 本堀 → 小桜保育園前 → 神陽団地公民館 → 四丁目公民館 → 三丁目（南） → 協和町 → 鶴田 → 横武 → 下六丁公民館 → 姉川上分公民館 → 姉川西分公民館 → 姉川下分公民館 → 姉川東分公民館 → 横武 → 尾崎西分倉庫 → 利田公民館前 → 神埼駅 → ケアハウス翠晃 → 鶴西公民館前 → 川寄橋東 → 馬郡 → 東山 → 志波屋公民館 → 三谷 → 志波屋公民館 → 飯町バス停 → 高速神埼バス停前 → 小渕バス停 → 仁比山温泉もみじの湯 → ホテル神埼温泉 → 朝日 → 城原公民館 → 二子 → ダイレックス日の隈店 → 日の隈公園 → 和田記念病院 → 岩田 → 尾崎共乾 → 利田公民館前 → 神埼市中央公民館 → 神埼市役所 → 三丁目（神幸館）  → なかしま整形外科前 → 一丁目公民館前 → 神埼病院前 → 神埼駅通り → 神埼駅
左回り：神埼駅 → （神埼駅 - 姉川 - 神埼駅間を右回りと逆順で運行） → 神埼駅 → （神埼駅 - 仁比山 - 神埼駅間を右回りと逆順で運行） → 神埼駅
1日3本の運行で、全便が循環運行。神埼駅を起点に、まず旧神埼町域南側を循環し、神埼駅に戻って10分間（2便目は1時間）停車したあとに再び神埼駅を発車して旧神埼町域北側を循環し、神埼駅に到着して終点となる。1便目・3便目は右回りで、2便目は左回りで運行する。
1運行の所要時間は1便目・3便目が2時間11分、2便目が3時間1分。
千代田コース
右回り：神埼駅 → 神埼駅通り → 神埼病院前 → 一丁目公民館前 → なかしま整形外科前 → JAスタンド前 → ショッピングセンターサピエ → 本堀 → 小桜保育園前 → ケアホームロイヤル神埼前 → 荒堅目（高木商店前） → 下板（神水川橋前） → 詫田バス停 → 詫東拠点センター → 渡瀬（西真寺入口） → 迎島入口 → 迎島（旧駐在所前） → 出来島 → 中津 → 大野 → 林慶（日高商店前） → JA千歳支所前 → 千歳郵便局前 → 冠者神社前 → 下村湖人生家前 → 崎村下 → 黒津会館前 → 旧黒津漁協前 → 片江コーポ前 → 用作 → 柴尾 → 中下医院前 → 餘江公民館前 → 川崎 → 古賀内科前 → 東野ヶ里団地前 → 仁戸田 → 下西公民館 → 仲田町バス停（西鉄） → ショッピングセンターアニー → 下直鳥 → こすもす苑 → 丁太田 → はんぎーホール → 千代田支所 → 南医院 → 乙南里 → 千代田グラウンド前 → 本告牟田入口 → 山田入口 → 橋本病院 → 協和町 → 三丁目（神幸館） → 神埼市役所 → 神埼市中央公民館 → 神埼駅
左回り：左回りと逆順
神埼駅〜迎島：神埼駅 - 詫田バス停 - 迎島（旧駐在所前）間の区間運行
循環系統は1日4本の運行。1便目・3便目は右回りで、2便目・4便目は左回りで運行する。神埼駅 - 迎島間の区間運行は1日1往復の運行で、神埼駅行きが朝の1便目運行前、迎島行きが夕方の4便目運行後に運行される。
循環系統の1周の所要時間は1時間22分。

#### 2012年10月1日 - 2015年9月30日
旧神埼町域の路線は概ね長崎本線以北の地域をループ状に巡回する「神埼北コース」と概ね長崎本線以南の地域をループ状に巡回する「神埼南コース」に分割され、旧千代田町域の路線は旧町域西側をラケット状に巡回する「千代田西コース」と旧町域東側をラケット状に巡回する「千代田東コース」に分割された。また、2014年10月1日より神埼北コースの路線延長および、千代田東コースのバス停1か所移設が実施された。バス停名は2015年9月30日時点のもの。
神埼北コース
左回り：神埼駅 - ケアハウス翠晃 - 鶴西公民館前 - 川寄橋東 - 馬郡 - 東山 - 志波屋公民館 - 三谷 - 志波屋公民館 - 飯町バス停 - 高速神埼バス停前 - 小渕バス停 - 仁比山温泉もみじの湯 - ホテル神埼温泉 - 朝日 - 城原公民館 - 二子 - ダイレックス日の隈店 - 日の隈公園 - 和田記念病院 - 岩田 - 尾崎共乾 - 利田公民館前 - 神埼中央公民館 - 神埼市役所 - 三丁目（神幸館）  - なかしま整形外科前 - 一丁目公民館前 - 神埼病院前 - 神埼駅通り - 神埼駅
右回り：左回りと逆順
神埼南コース
右回り：神埼駅 - 神埼中央公民館 - 神埼市役所 - 三丁目（神幸館） - なかしま整形外科前 - JAスタンド前 - ショッピングセンターサピエ - おおつぼ内科 - 小桜保育園前 - 神陽団地公民館 - 四丁目公民館 - 三丁目（南） - 協和町 - 鶴田 - JA西郷支所 - 横武 - 下六丁公民館 - 姉川上分公民館 - 姉川下分公民館 - 姉川東分公民館 - 横武 - JA西郷支所 - 西郷小学校前 - 尾崎西分倉庫 - 利田公民館前 - 神埼駅
左回り：右回りと逆順
千代田西コース
左回り：神埼駅 - 神埼中央公民館 - 神埼市役所 - 三丁目（神幸館） - なかしま整形外科前 - 協和町 - 橋本病院 - 山田入口 - 本告牟田入口 - 千代田グラウンド前 - 乙南里 - 南医院 - ショッピングセンターアニー - 犬童本村 - 福嶋内科医院前 - 下犬童公民館前 -  仲田町バス停（西鉄） - 下西公民館 - 仁戸田 - 東野ヶ里団地前 - JA境野支所前 - 古賀内科前 - 原の町郵便局前 - 境原バス停（西鉄） - ショッピングセンターアニー - 【ラケット状循環、この間逆順】 - 神埼駅
右回り：左回りと逆順
千代田東コース
右回り：神埼駅 - 神埼駅通り - 神埼病院前 - 一丁目公民館前 - なかしま整形外科前 - JAスタンド前 - ショッピングセンターサピエ - おおつぼ内科 - 小桜保育園前 - ケアホームロイヤル神埼前 - 荒堅目（高木商店前） - 下板（神水川橋前） - 詫田バス停 - 詫東拠点センター - 渡瀬（西真寺入口） - 柳島 - 大島 - 迎島入り口 - 迎島（旧駐在所前） - 出来島 - 中津 - 大野 - 林慶（日高商店前） - JA千歳支所前 - 千歳郵便局前 - 冠者神社前 - 下村湖人生家前 - 崎村下 - 旧黒津漁協前 - 黒津公民館前 - 片江コーポ前 - 用作 - 柴尾 - 中下医院前 - 餘江公民館前 - 川崎 - 古賀内科前 - 原の町郵便局前 - 境原バス停（西鉄） - ショッピングセンターアニー - 下直鳥 - こすもす苑 - 丁太田 - はんぎーホール - 千代田支所 - 菱の里ちよだ - 南医院 - 小桜保育園前 - おおつぼ内科 - ショッピングセンターサピエ - 【ラケット状循環、この間逆順】 - 神埼駅
左回り：右回りと逆順

#### 2010年11月1日 - 2012年9月30日
※右回りの経路、左回りは逆順
神埼コース
- 神埼駅 - 神埼市役所 - なかしま整形外科前 - 協和町 - 西郷小学校前 - 岩田 - 日の隈公園 - 二子 - 佐賀健康保養センター - 高速神埼バス停前 - 三谷 - 馬郡 - 神埼駅

千代田コース
- 神埼駅 - 神埼病院前 - なかしま整形外科前 - 詫田バス停 - 迎島（旧駐在所前） - 千歳郵便局前 - 旧黒津漁協前 - 用作 - 境原バス停（西鉄） - 千代田総合支所 - 本告牟田入口 - 協和町 - 神埼市役所 - 神埼駅

#### 2009年7月17日 - 2010年10月31日（運行開始当時）
運行開始当時は、以下の3コースだった。　※全バス停記載（右回りの経路、左回りは逆順）、○は右回り、☆は左回りのみ停車
神埼コース
- 神埼駅 - 神埼駅通りバス停（西鉄）○／神埼駅通りバス停（昭和）☆ - 神埼市役所 - 三丁目（神幸館） - 万両味噌醤油店前○／協和町☆ - 鶴田 - JA西郷支所 - 尾崎西分倉庫 - 尾崎共乾 - 麺房たぬきや - 和田記念病院 - 日の隈公園 - ダイレックス日の隈店前 - 城原（菅生橋前） - 八子 - 二子 - 川寄橋東 - 鶴西公民館前 - ケアハウス翠晃 - パインピア公園前 - 神埼駅
  - 火曜・木曜・土曜のみの運行だった。

縦断コース
- 神埼駅 - 神埼駅通りバス停（昭和）☆ - 神埼病院前 - 1丁目公民館前 - JAスタンド前 - ショッピングセンターサピエ - おおつぼ内科 - 小桜保育園前 - ケアホームロイヤル神埼前 - 荒堅目（高木商店前） - 下板（神水川橋前） - 高志 - 嘉納バス停（西鉄） - 千代田総合支所 - 菱の里入り口 - 南病院 - 乙南里 - 千代田グラウンド前 - 本告牟田入り口 - 山田入り口 - 橋本病院 - 協和町 - 三丁目（神幸館） - 神埼市役所 - 神埼駅通りバス停（昭和）○／神埼駅通りバス停（西鉄）☆ - 神埼駅
  - 月曜～土曜の運行だった。神埼駅を起終点とするのが縦断Aコース（火曜・木曜・土曜のみ）で、千代田総合支所を起終点とするのが縦断Bコース（月曜・水曜・金曜のみ）だった。

千代田コース
- 千代田総合支所 - 千代田町福祉センター - 千代田中学校南 - こすもす苑 - 丁太田 - 上地 - 渡瀬（西真寺入り口） - 鯰江交差点前 - 大島入り口 - 迎島入り口 - 迎島（旧駐在所前） - 大野 - 林慶（日高酒店前） - JA千歳支所 - 千歳郵便局前 - 下村湖人生家前 - 崎村下 - 旧黒津漁協前 - 黒津西（以降下村湖人生家前まで折返） - 冠者神社前 - 片江コーポ前 - 用作 - 柴尾 - 中下医院前 - 餘江公民館前 - 川崎 - 原の町郵便局前 - 境原バス停（西鉄） - ショッピングセンターアニー - 佐賀東部土地改良区前 - 千代田町福祉センター - 千代田総合支所
  - 月曜・水曜・金曜のみの運行だった。

## 料金
利用料金は中学生以上が200円均一、小学生が100円均一、乳幼児は無料。22枚つづり2,000円の回数券がある。神埼駅で巡回バスを乗り継ぐ場合、乗継ぎ券を受け取り無料で乗り換えが可能。

## 車両
トヨタ・ハイエースを使用している。

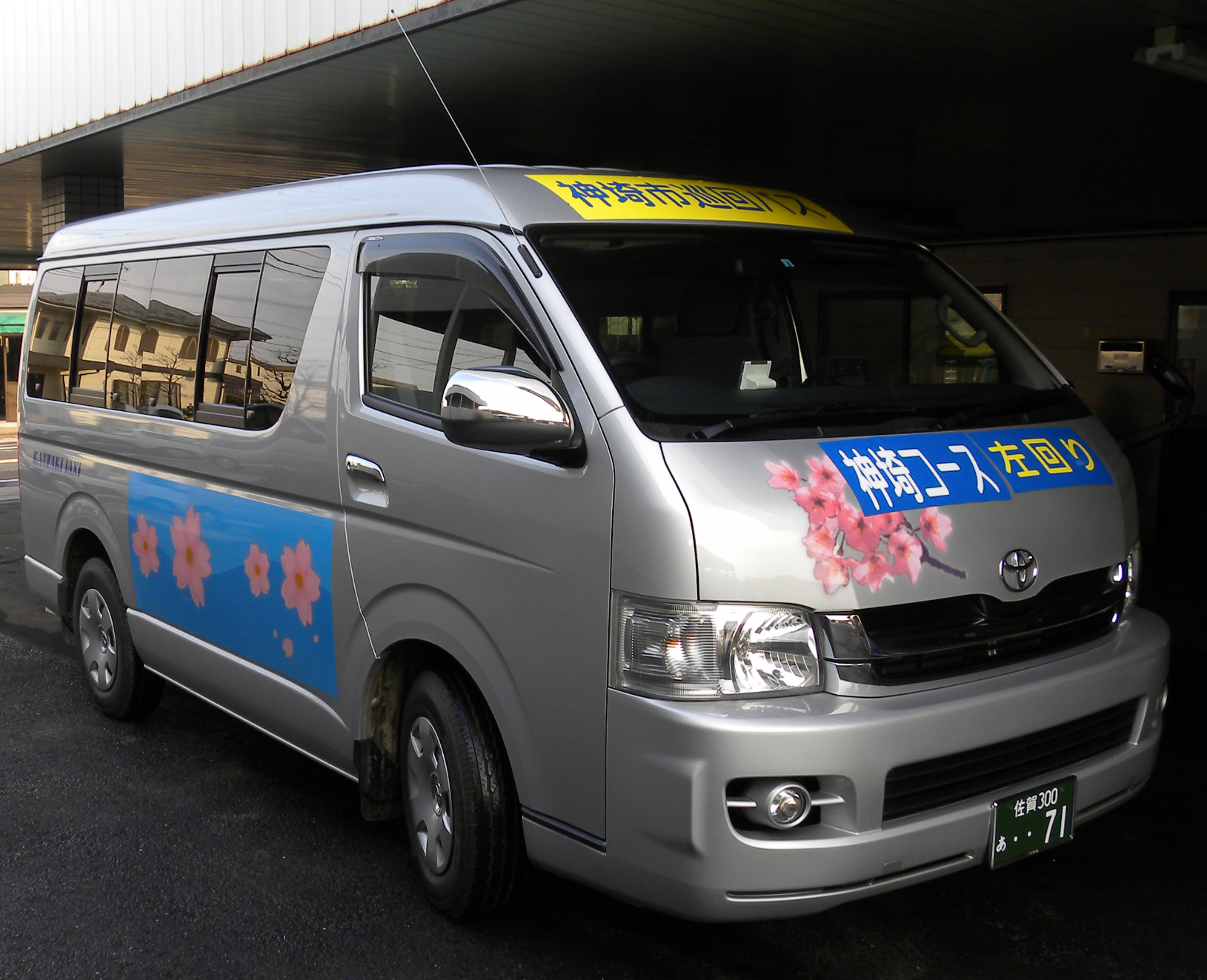
神埼タクシー（撤退）
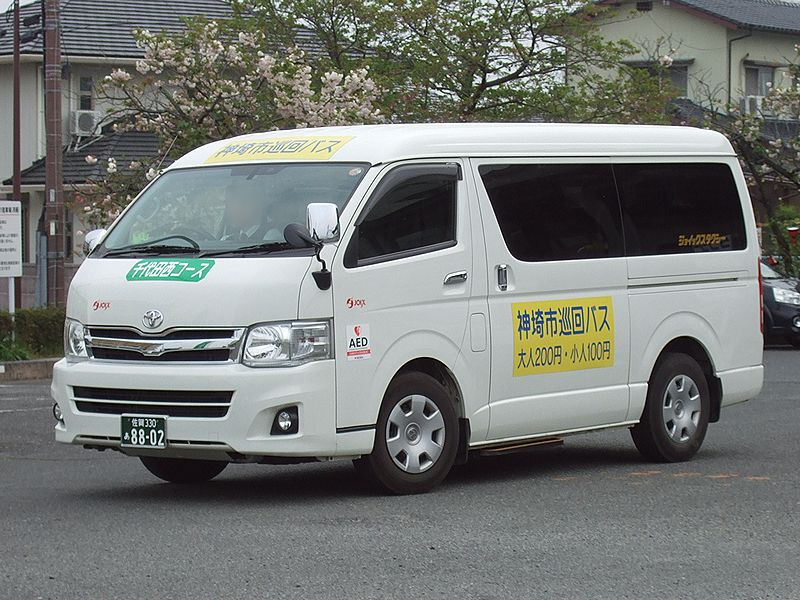
ジョイックス交通